# Haringen (geslacht)
Haringen (Clupea) zijn een geslacht van straalvinnige vissen van het noordelijk halfrond.

## Taxonomie
Door veel auteurs wordt ook de sardine (Sardina pilchardus) onder zijn oorspronkelijke naam Clupea pilchardus in dit geslacht ingedeeld. Andere geslachten uit de familie Clupeidae, waartoe onder meer de elften en sprotten behoren, worden eveneens als 'haringen' aangeduid.

## Soorten en ondersoorten
- Clupea harengus Linnaeus, 1758 – Haring
  - Clupea harengus harengus
  - Clupea harengus membras Linnaeus, 1761
- Clupea manulensis Marion de Procé, 1822
- Clupea pallasii Valenciennes, 1847
  - Clupea pallasii pallasii
  - Clupea pallasii marisalbi Berg, 1923
  - Clupea pallasii suworowi Rabinerson, 1927
- Clupea suworowi Rabinerson, 1927[1]

Niet geaccepteerde soort:
- Clupea bentincki Norman, 1936 → Strangomera bentincki (Norman, 1936)